# Eduard Munk
Eduard Munk (* 14. Januar 1803 in Glogau; † 3. Mai 1871 ebenda) war ein deutscher Klassischer Philologe.

## Leben
Munk war der Sohn von Lippmann Samuel Munk, einem Kaufmann und Amtsträger der jüdischen Gemeinde Glogau. Zu seinen Lehrern in Glogau zählte Jacob Joseph Oettinger. Er besuchte ab 1815 das evangelische Gymnasium seiner Heimatstadt, bevor er 1822 an der Universität Breslau immatrikuliert wurde. Dort studierte er insbesondere klassische Philologie und hörte daneben Mathematik. Dieses Studium setzte er ab 1824 an der Universität Berlin fort. Er gehörte in Berlin zu den Schülern von August Boeckh. Bereits als Student begann er mit schriftstellerischen Arbeiten, wobei er zunächst hauptsächlich Übersetzungen anfertigte. 1826 wurde er von der Universität Halle mit der Dissertation De L. Pomponio Bononiensi Atellanarum poeta zum Doktor der Philosophie promoviert. Die Dissertation sowie seine Schrift De fabulis Atellanis fanden beim Fachpublikum großen Anklang.
Munk wurde 1827 Lehrer an der Königlichen Wilhelms-Schule in Breslau, einer jüdischen Realschule, an der er bis zu deren Auflösung 1848 unterrichtete. Er wurde daraufhin hilfsweise als Lehrer am evangelischen Gymnasium angestellt. Eine von den Ministern Adalbert von Ladenberg und Karl Otto von Raumer in Aussicht gestellte feste Anstellung kam nicht zustande. Munk lebte deshalb ab 1857 als Privatgelehrter, wobei er nicht selten durch öffentliche Vorträge in Erscheinung trat. 1862 verlieh ihm der Minister Moritz August von Bethmann-Hollweg für seine wissenschaftliche Verdienste den Professorentitel.
Der in Paris tätige Orientalist Salomon Munk war sein Bruder.

## Schriften (Auswahl)
- De L. Pomponio Bononiensi Atellanarum poeta, Günter, Glohau 1826.
- Tabellarische Uebersicht der Metra der Griechen und Römer, Günter, Glogau 1828.
- Die Metrik der Griechen und Römer: ein Handbuch für Schulen und zum Selbststudium, Heymann, Glogau 1834.
- De fabulis Atellanis, Köhler, Leipzig 1840.
- Geschichte der griechischen Literatur, 2 Bände, Dümmler, Berlin 1849 (russisch 1861, spanisch 1870).
- Die natúrliche Ordnung der Platonischen Schriften, Dümmler, Berlin 1857.
- Geschichte der römischen Literatur, 3 Bände, Dümmler, Berlin 1858–1861.